# 박영현
박영현(朴英賢, 2003년 10월 11일~)은 대한민국의 야구 선수로 현재 KBO 리그의 팀인 kt 위즈의 투수로 활동하고 있다. 

## 어린 시절
2003년 전라남도 구례군에서 태어났다. 원래 이름은 "박성현"이었으며 8세 때 현재의 이름으로 개명했다. 어린 시절 형을 따라 야구를 했다.

## 선수 경력
2022년에 kt 위즈의 1차 지명을 받아 입단하였다. 2022년 4월 3일 삼성 라이온즈와의 경기에 구원 등판하며 데뷔 첫 경기를 치렀고, 경기에서 0.2이닝 1실점을 기록했다.

## 개인사
형은 KBO 리그 한화 이글스의 내야수인 박정현이며, 사촌 형은 KBO 리그 롯데 자이언츠의 투수인 박명현이다.

## 출신 학교
- 부천북초등학교
- 부천중학교
- 유신고등학교

## 통산 기록
| 연도 | 팀명  | 평균자책점 | 경기 | 완투 | 완봉 | 승 | 패 | 세 | 홀 | 승률  | 타자 | 이닝 | 피안타 | 피홈런 | 볼넷 | 사구 | 탈삼진 | 실점 | 자책점 |
| ---- | ----- | ---------- | ---- | ---- | ---- | -- | -- | -- | -- | ----- | ---- | ---- | ------ | ------ | ---- | ---- | ------ | ---- | ------ |
| 2022 | kt    | 3.66       | 52   | 0    | 0    | 0  | 1  | 0  | 2  | 0.000 | 219  | 51⅔  | 46     | 5      | 20   | 0    | 55     | 23   | 21     |
| 2023 | kt    | 2.75       | 68   | 0    | 0    | 3  | 3  | 4  | 32 | 0.500 | 308  | 75⅓  | 63     | 3      | 23   | 2    | 79     | 25   | 23     |
| 2024 | kt    | 3.52       | 66   | 0    | 0    | 10 | 2  | 25 | 0  | 0.833 | 310  | 76⅔  | 63     | 12     | 22   | 0    | 87     | 31   | 30     |
| 통산 | 3시즌 | 3.27       | 186  | 0    | 0    | 13 | 6  | 29 | 34 | 0.684 | 837  | 203⅔ | 172    | 20     | 65   | 2    | 221    | 79   | 74     |